# Konrad von Schäffer

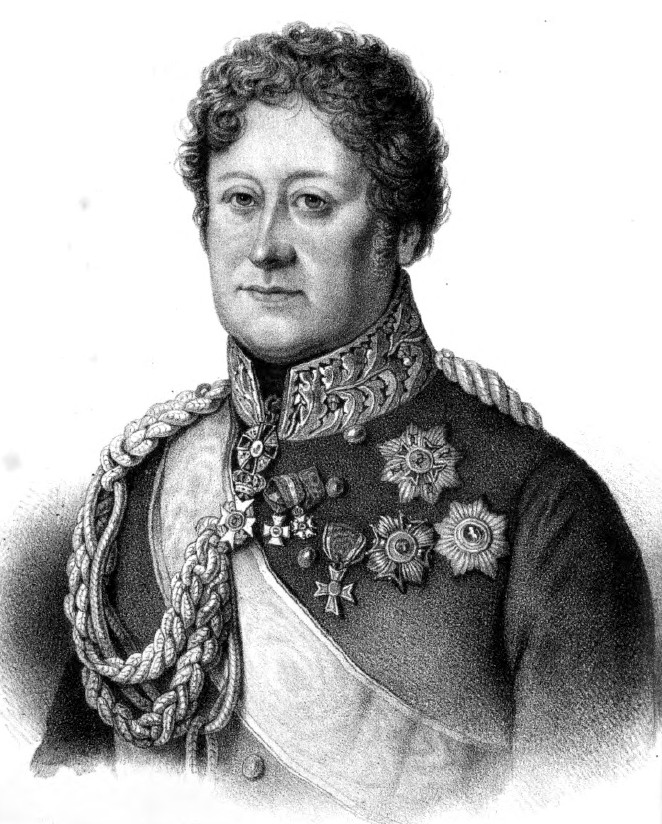
Konrad Rudolf von Schäffer

Konrad Rudolf Schäffer, seit 1820 Freiherr von Schäffer (* 14. Oktober 1770 in Hagen-Ohsen; † 15. Januar 1838 in Baden (Baden)) war ein badischer Generalleutnant und Kriegsminister.

## Leben
Der Sohn des Dragoneroffiziers Johann Friedrich Schaeffer aus dem Kurfürstentum Hannover gehörte der evangelischen Kirche an. Er trat 1784 in die Kavallerie seines Heimatlandes ein und beteiligte sich in den Niederlanden an den Feldzügen der Jahre 1792 bis 1795 gegen die junge Französische Republik. Er trat 1792 als Leutnant in hannoversche Dienste, diente im 10. Dragoner-Regiment „Prince of Wales“ und wurde 1795 Oberleutnant. 1800 trat er als Hauptmann in das Freiwillige Scheithersche Jägerkorps ein, das im Dienst des Kurmainzer Erzstifts stand. Nach den Feldzügen der Jahre 1800 und 1801 war er 1802 zum Major und Kommandeur des Jäger-Korps aufgestiegen. Wegen der Säkularisation von Kurmainz bekam Schäffer als neuen Dienstherrn den zukünftigen Herzog von Nassau.
Schäffer wurde Kommandeur des 3. nassauischen Bataillons und 1804 vom Fürsten von Nassau zum Oberstleutnant befördert und zum Vizepräsidenten des Kriegs-Kollegiums, und später zum Präsidenten ernannt. 1806 wurde er Oberst im Brigadestab und am 1. Januar 1808 zum nassauischen General befördert. 1807 führte Schäffer und Kommandeur sämtlicher nassauischer Truppen das nassauische Kontingent in Napoleons Feldzügen gegen Preußen und Schweden. Er kämpfte bei den Belagerungen von Kolberg und Stralsund. Im Oktober 1808 kam Schäffer als Brigadegeneral in den Kriegen auf der Iberischen Halbinsel zum Einsatz, seine Nassauer standen im Armeekorps des Marschalls Lefebvre bei Bilbao, kämpften bei Durango und gingen auf Madrid vor. Im folgenden Jahr 1809 kämpfte er unter Marschall Victor bei Mesa de Ibor (17. März), Medellin (28. März), Talavera (27./28. Juli) und bei Almonacid (11. August). Wegen einer Erkrankung kehrte er 1810 nach Deutschland zurück und wurde er zur Neuorganisation der nassauischen Truppen in den Rheinbund berufen.
Am 4. Mai 1813 trat er als Generalmajor in den Dienst des Großherzogtums Baden und begab sich ins Hauptquartier Napoleons in Dresden. Er geriet in kurze Gefangenschaft bei den alliierten Mächten, dort wurde er im Oktober Militärbevollmächtigter im Großen Hauptquartier und half später bei der Überleitung Badens ins Lager der Koalition gegen Napoleon. Dafür erhielt er das Kommandeurkreuz des Militär-Karl-Friedrich-Verdienstordens. Beim Feldzug von 1814 gegen Frankreich war Schäffer bereits zum Generalleutnant der Kavallerie und Präsidenten des badischen Kriegsministeriums aufgestiegen. 1815 kam Schäffer zur Bekämpfung der Herrschaft der Hundert Tage mit 18.350 Mann badischer Truppen zur Verstärkung des II. Österreichischen Armeekorps unter General Karl Prinz zu Hohenlohe-Langenburg entlang der Rheingrenze und im Elsass zur Belagerung der Stadt Straßburg zum Einsatz. Ein Gegenangriff des Generals Rapp auf die Positionen bei Oberschesselsheim konnte er gekonnt abwehren. Dafür erhielt er den Militär-Maria-Theresien-Orden, womit die Erhebung in den Freiherrenstand verbunden war, und das Großkreuz des Ordens vom Zähringer Löwen. Während der Koalitionskriege hatte Schäffer insgesamt an 15 Schlachten, 106 Gefechten und vier Belagerungen teilgenommen. Im Jahr 1817 ging er in diplomatischer Mission nach St. Petersburg und bei seiner Rückkehr wurde er zum Staatsrat ernannt. Erst 1833 trat er von seiner Position als Präsident des Kriegsministerium zurück. Zu seiner Verabschiedung erhielt er das Großkreuz zum Hausorden der Treue.

## Badischer Kriegsminister
Während seiner Zeit als badischer Kriegsminister vom 16. August 1814 bis zum 4. Dezember 1833 stand zunächst die Einbindung der Badischen Armee in die militärischen Strukturen des Deutschen Bundes an. Baden musste gemäß der im April 1821 in Kraft getretenen Bundeskriegsverfassung ein Kontingent von 10.000 Mann in das VIII. Armee-Korps einbringen. Die 1820er Jahre waren in Baden geprägt von einem Dauerkonflikt der Zweiten Kammer der Badischen Ständeversammlung mit der Regierung Berstett hinsichtlich der Frage des Budgets. Nach den immensen militärischen Aufwendungen der Jahre 1805 bis 1815 wollte die Kammer weitere Rüstungsausgaben möglichst beschränken. Den Bestrebungen zur Reduzierung der Militärausgaben trat Großherzog Ludwig entschieden entgegen. Das 1825 verabschiedete und bis 1867 gültige Konskriptionsgesetz sah die Verpflichtung zum Kriegsdienst durch Losentscheid vor. Durch eine Stellvertreterregelung war es vermögenden Bürgern möglich, sich vom Losentscheid wieder freizukaufen.
Von 1819 bis 1828 war Schäffer vom Großherzog ernanntes Mitglied der Ersten Kammer der badischen Ständeversammlung.

## Familie
Er verheiratete sich im Sommer 1818 mit Rosalie Clement, geborene Lagrenois. Sie war die Witwe des in der Schlacht bei Talavera de la Reyna gebliebenen französischen Hauptmanns Clement. Das Paar hatte folgende Kinder:
- Leopoldine Caroline Marie Luise († 1882) ⚭ Alfred Geniol, Rentner in Karlsruhe
- August, preußischer Oberst